# Plaçage
El plaçage fue una costumbre extralegal pero reconocida de manera informal en colonias de esclavos francesas en Norteamérica y el Caribe (p. ej., en la Luisiana colonial y otros territorios), en la que varones franceses y más tarde también criollos, entablaron uniones civiles de hecho (equivalentes a un matrimonio formal) con no europeas de ascendencia africana, amerindia o mestiza. Muchas de estas mujeres eran cuarteronas (quarteronnes o quadroons), hijas de europeo y mulata, pero también había plaçage entre blancos y mulatas, y entre blancos y negras. 
El término procede del francés «placer» («poner con»). La mujer no recibía reconocimiento legal como esposa, y se la denominaba «placée». Sus relaciones eran reconocidas entre las personas de color libres, que las llamaban mariage de la main gauche o matrimonio de mano izquierda. Estas relaciones se institucionalizaban con contratos o negociaciones que otorgaban propiedades a la mujer y sus hijos y, en algunos casos, les daban la libertad si eran esclavas. El sistema floreció durante los periodos coloniales francés y al parecer alcanzó su cénit durante este último, entre 1769 y 1803. 
Se practicó ampliamente en Nueva Orleans, donde la sociedad agrícola había creado suficiente riqueza para sostener el sistema. No estuvo limitado a Luisiana, sino que también se practicó en las ciudades de Natchez y Biloxi (Misisipi), Mobile (Alabama), San Agustín y Pensacola (Florida); así como en Saint-Domingue (el Haití moderno). No obstante, el plaçage llegó a asociarse particularmente con Nueva Orleans, a raíz de la naturalidad con que se practicaba allí.
Sin embargo, citando la falta de evidencia de contratos u otros registros existentes, al menos tres historiadores (Kenneth Aslakson, Emily Clark y Carol Schlueter) han cuestionado la historicidad del plaçage y se han referido a muchas de sus características, incluyendo los llamados «bailes de cuarteronas», como «un mito».